# Балгын (Восточно-Казахстанская область)
Балгын (каз. Балғын) — село в Улькен Нарынском районе Восточно-Казахстанской области Казахстана. Входит в состав Улькен Нарынского сельского округа. Находится примерно в 8 км к юго-востоку от районного центра, села Улькен Нарын. Код КАТО — 635430200.

## Население
В 1999 году население села составляло 716 человек (354 мужчины и 362 женщины). По данным переписи 2009 года, в селе проживало 416 человек (220 мужчин и 196 женщин).